# 週刊八戸
週刊八戸（しゅうかんはちのへ、THE WEEKLY HACHINOHE）は、青森県八戸市地域に関する情報を掲載しているミニコミ新聞。1949年創刊。

## 概要
青森県八戸市地域に関する情報に特化しているミニコミ新聞。八戸市の地域経済、地域観光イベント、地域史実、中心街地区に関する話題に強い。
頒価は半年5,000円だが、まちの駅はちのへなどの公共施設などに置かれて無料配布されている場合もある。
配布地域：八戸市

## 発行者情報
- 発行者 週刊八戸社
- 所在地 青森県八戸市根城3丁目14-13
- 創刊 1949年11月3日（文化の日）
- 発行 毎月10日、25日発行
- サイズ 大B4判

## 沿革
- 1949年 - 文化の日に創刊。
- 1950年3月31日 - 第三種郵便物認可。
- 1990年頃 - 月3回刊行に変更。
- 2005年頃 - 月2回刊行に変更。